# Euro Winners Cup 2013

La Euro Winners Cup 2013 è stata la 1ª edizione del torneo, disputata tra il 15 maggio e il 19 maggio 2023 e conclusa con la vittoria del Lokomotiv Mosca, al suo primo titolo, che ha battuto in finale il Griffin Kyiv per 3 a 0 a San Benedetto del Tronto.
Capocannoniere del torneo è stato Dejan Stankovic (Grasshoppers) con 13 reti.

## Squadre partecipanti
- Baku FC
- FC BATE Borisov
- Sandown Sociedad
- SC Montredon Bonneveine
- AO Kefallinia
- Goldwin Pluss
- Kfar Qassem BS Club
- ASD Terracina BS
- Sambenedettese BS
- Viareggio BS
- Kreiss
- Lexmax
- Beach Soccer Egmond
- Grembach Łódź
- CF Os Belenenses
- FC Lokomotiv Moscow
- Gimnàstic de Tarragona
- Grasshopper Club Zurich
- Beşiktaş JK
- Griffin Kyiv

## Fase a gruppi
Le 20 squadre partecipanti sono state sorteggiate in 5 gironi il 19 April 2013.
Passano alla fase successiva le prime classificate di ogni girone più le 3 migliori terze.

### Gruppo A
| Squadra                | G | V | V+ | P | GF | GS | DG  | Pt |
| ---------------------- | - | - | -- | - | -- | -- | --- | -- |
| FC Lokomotiv Moscow    | 3 | 3 | 0  | 0 | 18 | 7  | +11 | 9  |
| Sambenedettese BS      | 3 | 1 | 0  | 2 | 16 | 14 | +3  | 3  |
| Gimnàstic de Tarragona | 3 | 0 | 1  | 2 | 11 | 17 | –6  | 2  |
| Kfar Qassem BS Club    | 3 | 0 | 1  | 2 | 10 | 17 | –7  | 2  |

| Squadra 1              | Risultato     | Squadra 2              |
| ---------------------- | ------------- | ---------------------- |
| Kfar Qassem BS Club    | 1-8           | FC Lokomotiv Moscow    |
| Gimnàstic de Tarragona | 4-8           | Sambenedettese BS      |
| FC Lokomotiv Moscow    | 5-2           | Gimnàstic de Tarragona |
| Sambenedettese BS      | 4-4 (3-4 dcr) | Kfar Qassem BS Club    |
| Kfar Qassem BS Club    | 4-4 (0-1 dcr) | Gimnàstic de Tarragona |
| Sambenedettese BS      | 4-5           | FC Lokomotiv Moscow    |

### Gruppo B
| Squadra                 | G | V | V+ | P | GF | GS | DG  | Pt |
| ----------------------- | - | - | -- | - | -- | -- | --- | -- |
| Beşiktaş JK             | 3 | 3 | 0  | 0 | 20 | 9  | +11 | 9  |
| CF Os Belenenses        | 3 | 2 | 0  | 1 | 18 | 15 | +3  | 6  |
| SC Montredon Bonneveine | 3 | 1 | 0  | 2 | 13 | 21 | –8  | 3  |
| Lexmax                  | 3 | 0 | 0  | 3 | 14 | 20 | –6  | 0  |

| Squadra 1               | Risultato | Squadra 2               |
| ----------------------- | --------- | ----------------------- |
| Beşiktaş JK             | 5-4       | Lexmax                  |
| CF Os Belenenses        | 6-5       | SC Montredon Bonneveine |
| CF Os Belenenses        | 3-5       | Beşiktaş JK             |
| Lexmax                  | 5-6       | SC Montredon Bonneveine |
| SC Montredon Bonneveine | 2-10      | Beşiktaş JK             |
| Lexmax                  | 5-9       | CF Os Belenenses        |

### Gruppo  C
| Squadra             | G | V | V+ | P | GF | GS | DG  | Pt |
| ------------------- | - | - | -- | - | -- | -- | --- | -- |
| FC BATE Borisov     | 3 | 2 | 0  | 1 | 15 | 7  | +8  | 6  |
| Goldwin Pluss       | 3 | 2 | 0  | 1 | 15 | 10 | +5  | 6  |
| AO Kefallinia       | 3 | 2 | 0  | 1 | 9  | 10 | –1  | 6  |
| Beach Soccer Egmond | 3 | 0 | 0  | 3 | 6  | 18 | –12 | 0  |

| Squadra 1           | Risultato | Squadra 2           |
| ------------------- | --------- | ------------------- |
| AO Kefallinia       | 3-2       | FC BATE Borisov     |
| Beach Soccer Egmond | 4-5       | Goldwin Pluss       |
| Goldwin Pluss       | 3-4       | FC BATE Borisov     |
| AO Kefallinia       | 4-1       | Beach Soccer Egmond |
| FC BATE Borisov     | 9-1       | Beach Soccer Egmond |
| AO Kefallinia       | 7-2       | Goldwin Pluss       |

### Gruppo  D
| Squadra                  | G | V | V+ | P | GF | GS | DG  | Pt |
| ------------------------ | - | - | -- | - | -- | -- | --- | -- |
| Grasshoppers Club Zurich | 3 | 2 | 1  | 0 | 26 | 18 | +8  | 8  |
| Griffin Kyiv             | 3 | 2 | 0  | 1 | 24 | 17 | +7  | 6  |
| Viareggio BS             | 3 | 1 | 0  | 2 | 17 | 14 | +3  | 3  |
| Sandown Sociedad         | 3 | 0 | 0  | 3 | 13 | 31 | –18 | 0  |

| Squadra 1                | Risultato     | Squadra 2                |
| ------------------------ | ------------- | ------------------------ |
| Viareggio BS             | 5-7           | Grasshoppers Club Zurich |
| Sandown Sociedad         | 5-12          | Griffin Kyiv             |
| Griffin Kyiv             | 6-6 (0-1 dcr) | Grasshoppers Club Zurich |
| Viareggio BS             | 7-1           | Sandown Sociedad         |
| Griffin Kyiv             | 6-5           | Viareggio BS             |
| Grasshoppers Club Zurich | 12-7          | Sandown Sociedad         |

### Gruppo  E
| Squadra          | G | V | V+ | P | GF | GS | DG | Pt |
| ---------------- | - | - | -- | - | -- | -- | -- | -- |
| Grembach Łódź    | 3 | 3 | 0  | 0 | 12 | 6  | +6 | 9  |
| ASD Terracina BS | 3 | 2 | 0  | 1 | 14 | 9  | +5 | 6  |
| Baku FC          | 3 | 0 | 1  | 2 | 7  | 9  | –2 | 2  |
| Kreiss           | 3 | 0 | 0  | 3 | 8  | 17 | –9 | 0  |

| Squadra 1        | Risultato  | Squadra 2        |
| ---------------- | ---------- | ---------------- |
| Grembach Łódź    | 5-1        | Kreiss           |
| FC Baku          | 1-3        | ASD Terracina BS |
| FC Baku          | 1-2        | Grembach Łódź    |
| ASD Terracina BS | 7-3        | Kreiss           |
| Kreiss           | 4-5 d.t.s. | FC Baku          |
| ASD Terracina BS | 4-5        | Grembach Łódź    |

## Tabellone (fase finale)
|  | Quarti di finale | Quarti di finale         | Quarti di finale     |                  |   | Semifinali               | Semifinali | Semifinali |  |  | Finale | Finale       | Finale |
|  |                  |                          |                      |                  |   |                          |            |            |  |  |        |              |        |
|  | 1                | Grasshoppers Club Zurich | 10                   |                  |   |                          |            |            |  |  |        |              |        |
|  | 8                | Goldwin Pluss            | 9                    |                  |   |                          |            |            |  |  |        |              |        |
|  | 8                | Goldwin Pluss            | 9                    |                  |   | Grasshoppers Club Zurich | 4          |            |  |  |        |              |        |
|  |                  |                          |                      |                  |   | Grasshoppers Club Zurich | 4          |            |  |  |        |              |        |
|  |                  |                          | Griffin Kyiv         | 5                |   |                          |            |            |  |  |        |              |        |
|  | 4                | Grembach Łódź            | Griffin Kyiv         | 5                | 4 |                          |            |            |  |  |        |              |        |
|  | 4                | Grembach Łódź            |                      |                  | 4 |                          |            |            |  |  |        |              |        |
|  | 5                | Griffin Kyiv             | 5                    |                  |   |                          |            |            |  |  |        |              |        |
|  |                  |                          |                      |                  |   |                          |            |            |  |  |        | Griffin Kyiv | 0      |
|  |                  |                          |                      | Lokomotiv Moskow | 3 |                          |            |            |  |  |        |              |        |
|  | 3                | Beşiktaş JK dts          | 5                    |                  |   |                          |            |            |  |  |        |              |        |
|  | 6                | FC BATE Borisov          | 4                    |                  |   |                          |            |            |  |  |        |              |        |
|  | 6                | FC BATE Borisov          | 4                    |                  |   | Beşiktaş JK              | 6          |            |  |  |        |              |        |
|  |                  |                          |                      |                  |   | Beşiktaş JK              | 6          |            |  |  |        |              |        |
|  |                  |                          | Lokomotiv Moskow dts | 7                |   |                          |            |            |  |  |        |              |        |
|  | 2                | Lokomotiv Moskow         | Lokomotiv Moskow dts | 7                | 6 |                          |            |            |  |  |        |              |        |
|  | 2                | Lokomotiv Moskow         |                      |                  | 6 |                          |            |            |  |  |        |              |        |
|  | 7                | ASD Terracina BS         | 0                    |                  |   |                          |            |            |  |  |        |              |        |

### Finale 3º-4ºposto
| Squadra 1                | Risultato | Squadra 2   |
| ------------------------ | --------- | ----------- |
| Grasshoppers Club Zurich | 1-3       | Beşiktaş JK |

## Piazzamenti

### 5º-8º posto

#### Semifinali 5º-8º posto
| Squadra 1       | Risultato | Squadra 2        |
| --------------- | --------- | ---------------- |
| Goldwin Pluss   | 4-6       | Grembach Łódź    |
| FC BATE Borisov | 2-4       | ASD Terracina BS |

#### Finale 7º-8º posto
| Squadra 1     | Risultato | Squadra 2       |
| ------------- | --------- | --------------- |
| Goldwin Pluss | 0-5       | FC BATE Borisov |

#### Finale 5º-6º posto
| Squadra 1     | Risultato | Squadra 2        |
| ------------- | --------- | ---------------- |
| Grembach Łódź | 3-6       | ASD Terracina BS |

## Classifica finale
| Posizione | Squadra                 |
| --------- | ----------------------- |
|           | FC Lokomotiv Moscow     |
| 2         | Griffin                 |
| 3         | Besiktas JK             |
| 4         | Grasshopper Club Zurich |
| 5         | ASD Terracina BS        |
| 6         | Grembach Łódź           |
| 7         | Bate Borisov            |
| 8         | Goldwin Pluss           |